# Asymetria (film)
Asymetria (stylizowane na Ɐsymetria) – polski dreszczowiec z 2020 roku w reżyserii Konrada Niewolskiego, na podstawie scenariusza Wojciecha Rzehaka, sequel filmu Symetria z 2003 roku.
Film nie nawiązuje bezpośrednio do wątku Łukasza Machnackiego z prequela. Pojawia się jednak parę epizodycznych postaci znanych z pierwszej części. Sam tytuł nawiązuje do koncepcji wykorzystania różnych alternatywnych wersji tej samej historii, podobnie jak w filmie Przypadek Krzysztofa Kieślowskiego.

## Fabuła
Piotr Sternik (Mikołaj Roznerski) wraz ze swoją dziewczyną Weroniką (Paulina Szostak) planują wspólną przyszłość. Nie spodziewają się, że jeden wieczór może zmienić wszystko… Nie tylko w ich życiu. "Asymetria" to opowieść o wyborach, decyzjach i konsekwencjach. Czasem nie ma dobrej drogi.

## Produkcja i kontrowersje
Pierwsze plany dotyczącego powstania kontynuacji Symetrii miały miejsce już w 2017. Pierwotnie Niewolski zakładał powrót Arkadiusza Detmera, Andrzeja Chyry i Mariusza Jakusa do swoich ról sprzed lat, jednakże film tylko częściowo dotyczyłby tematyki więziennej. Nowym głównym bohaterem miała być natomiast postać odgrywana przez Sebastiana Fabijańskiego. Pierwsze zdjęcia powstały na gali DSF Kickboxing Challenge 31 marca 2017 w warszawskiej Hali Koło. Projekt został jednak anulowany, a zamiast tego Niewolski stworzył film Labirynt świadomości oraz pomagał Maciejowi Kawulskiemu przy jego debiutanckim Underdogu.
Plany dotyczące Asymetrii zostały wznowione trzy lata później. Dokonano zmian obsadowych, wskutek których Fabijańskiego zastąpił Mikołaj Roznerski, natomiast główni bohaterowie poprzedniej odsłony ostatecznie nie pojawili się w filmie. Burzę medialną wywołała decyzja Niewolskiego odnośnie do rozpoczęcia zdjęć w czasie lockdownu związanego z pandemią COVID – 19. Reżyser nazwał to, co się działo koronopaniką, wobec czego nie wstrzymał produkcji mimo potępienia ze strony Gildii Reżyserów Polskich.
Ostatecznie wskutek decyzji reżysera, który nie chciał, by jego film oglądano w maseczkach, zdecydował się umieścić Asymetrię na platformie VOD – 22bit.tv.

## Obsada[1]
- Mikołaj Roznerski –  Piotr Sternik
- Paulina Szostak – Weronika Wójcik
- Marek Molak – Dariusz Wójcik
- Jan Frycz –  nadkomisarz Strzelczyk
- Grażyna Szapołowska – prokurator Majewska
- Mateusz Nędza – Kamil Majewski
- Andrzej Andrzejewski – Zborek
- Piotr Fronczewski – sędzia Tomasz Kaliski
- Dariusz Biskupski – Adolf
- Tomasz Dedek – Stefan Wójcik
- Grażyna Wolszczak – Matka Weroniki
- Edyta Olszówka  – Maria Strzelczyk
- Oliwia Hołozubiec  – Pszczółka
- Pola Gonciarz  – Jolanta
- Michał Włodarczyk  – Gruszka
- Olgierd Łukaszewicz  – profesor Dąbrowski
- Julia Kostow  – córka Strzelczyka
- Adriana Kalska  – prokurator Kozłowska
- Krystyna Froelich  – babcia Piotra
- Mirosław Dąbrowski  – Misiek
- Joanna Majstrak  – Daria
- Popek  – Mądry
- Michał Waleszczyński  – Ciemny
- Stanisław Penksyk  – inspektor Migdał
- Michał Materla
- Damian Janikowski
- Marcin Wrzosek
- Książę Kapota
- Marek Pawłowski
- Izabela Chojnacka
- Daria Chojnacka
- Robert Złotkowski

## Odbiór
Film został w większości negatywnie odebrany przez krytyków filmowych.